# Тірішняг
Тірішняг (рум. Tirișneag) — село у повіті Олт в Румунії. Входить до складу комуни Велень.
Село розташоване на відстані 107 км на захід від Бухареста, 42 км на південний схід від Слатіни, 78 км на схід від Крайови.

## Населення
За даними перепису населення 2002 року у селі проживали 255 осіб, усі — румуни. Усі жителі села рідною мовою назвали румунську.